# Ліза Гастоні

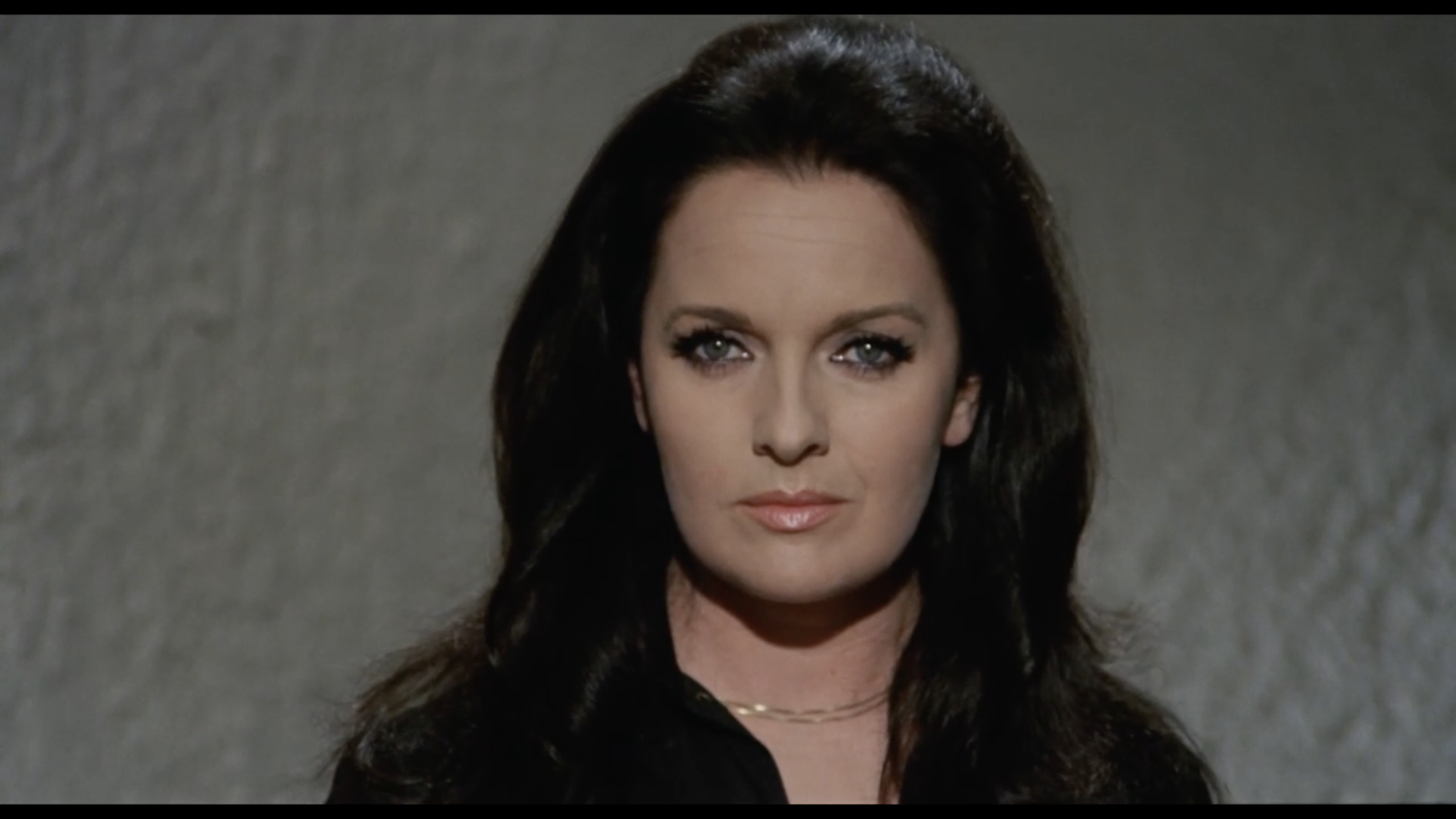
Ліза Гастоні у фільмі «Маддалена» (1971)

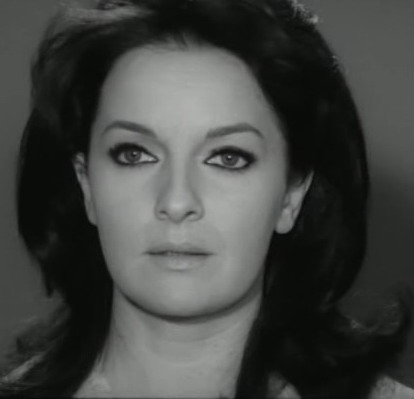
Ліза Гастоні у фільмі «Дякую, тітонько» (1968)

Ліза Гастоні (італ. Lisa Gastoni; повне ім'я Елізабетта Гастоні; 28 липня 1935, Алассіо, Італія) — італійська акторка та модель.

## Біографія
Батько Лізи Гастоні був італійцем, а мати — ірландкою, після Другої світової війни вона переїхала до Лондона, де розпочала кар'єру фотомоделі та акторки. У 1960-х роках Гастоні почала зніматися в італійському кіно, граючи у деяких жанрових фільмах. Згодом, після нетривалого шлюбу з відомим професором фізики Констатином Маносом, у неї зав'язалися стосунки з продюсером Джозефом Фрайдом, з яким 1966 року вона знялася у фільмі Карло Ліццані «Прокинься і вбий», в якому вона вирізня́лася в ролі Кандіди, компаньйонки злочинця Лучано Лутрінга, з прізвиськом «соліст на автоматі», у виконанні Роберта Гоффмана. Фільм мав значний успіх, а гра Лізи Гастоні була відзначена «Срібною стрічкою».
Однак, найтісніше пов'язаним з особистістю Лізи Гастоні, став культовий фільм «Дякую, тітонько» (1968) Сальваторе Сампері, де вона виконала роль тривожної та витонченої зрілої жінки, яка була вплутана в психологічно-травматичні кровозмішувальні стосунки зі своїм племінником, що прикидався паралізованим. Роль племінника зіграв молодий актор Лу Кастель, який до цього мав успіх в картині «Кулаки в кишені» Марко Беллокйо. Його роль була нагороджена «Золотою тарілкою» та «Давид ді Донателло».
«Я переконана, що у кожного з нас є свій вік (...) Є фізичні моменти – тому що в кіно йдеться насамперед про фізичні моменти – більш підходящі для нас, справедливіші. Їх зазвичай називають "зустрічами персонажів". Зрештою, моя справжня зустріч із персонажем відбулася, коли мені було двадцять дев'ять років, коли я знімалася у „Дякую, тітонько“. У віці жінки її розквіту на порозі тридцяти. Я не була старою, але й не молодою. Але фізично та емоційно я підходила для цієї ролі»— Ліза Гастоні
Проте у 1970-х роках Гастоні почала менше зніматися, через те, що вона віддавала перевагу зніматися у фільмах з більш якісними сценаріями. Після появи у «Спокусі» (1973) Фернандо Ді Лео, 1974 року вона зіграла роль Кларетти Петаччі в «Останньому акті Муссоліні» Карло Ліццані та «Гіркому коханні» Флорестано Ванчіні, за яке наступного року вона отримала свою другу «Срібну стрічку».
Після свого театрального дебюту 1979 року у виставі «Селестіна» Фернандо де Рохаса, у постановці Луїджі Скварціни, Гастоні пішла зі сцени, присвятивши себе живопису та письменницькій діяльності. В середині 2000-х року Гастоні знову повернулася на сцену, з успішними виступами у кіно та на телебаченні, отримавши ще одну номінацію на премію «Давид ді Донателло» та «Срібну стрічку» за фільм Ферзана Озпетека «Біль чужих сердець» (2005).

## Фільмографія
| Рік  |   | Українська назва   | Оригінальна назва                  | Роль          |
| ---- | - | ------------------ | ---------------------------------- | ------------- |
| 1954 | ф |                    | Operazione Commandos               |               |
| 1954 | ф |                    | Prigioniero dell'harem             |               |
| 1954 | ф |                    | The Runaway Bus                    |               |
| 1954 | ф |                    | Quattro in medicina                |               |
| 1954 | ф |                    | Trafficanti d'oro                  |               |
| 1954 | ф |                    | Il grido del sangue                |               |
| 1955 | ф |                    | Josephine and Men                  |               |
| 1955 | ф |                    | L'uomo del momento                 |               |
| 1956 | ф |                    | The Baby and the Battleship        |               |
| 1956 | ф |                    | Tre uomini in barca                |               |
| 1957 | ф |                    | Face in the night                  |               |
| 1957 | ф |                    | Second Fiddle                      |               |
| 1957 | ф |                    | Правда про жінок                   |               |
| 1957 | ф |                    | Man from Tangier                   |               |
| 1957 | ф |                    | Blue Murder at St. Trinian's       |               |
| 1958 | ф |                    | Assassinio X                       |               |
| 1958 | ф |                    | The Strange Awakening              |               |
| 1958 | ф |                    | Chain of Events                    |               |
| 1958 | ф |                    | Decisione di uccidere              |               |
| 1959 | ф |                    | Wrong Number                       |               |
| 1961 | ф |                    | Tre Breaking Point                 |               |
| 1961 | ф |                    | Passaporto per Canton              |               |
| 1961 | ф |                    | Le avventure di Mary Read          |               |
| 1962 | ф |                    | Diciottenni al sole                |               |
| 1962 | ф |                    | Tharus figlio di Attila            |               |
| 1962 | ф |                    | Duello nella Sila                  |               |
| 1962 | ф |                    | Eva                                |               |
| 1963 | ф |                    | I quattro moschettieri             |               |
| 1963 | ф | Чернець з Монци    | Il monaco di Monza                 | Ф'йоренца     |
| 1963 | ф | Міф                | Il mito                            |               |
| 1963 | ф | РоГоПаГ            | Ro.Go.Pa.G.                        | дружина Тоньї |
| 1963 | ф |                    | Le roi du village                  |               |
| 1963 | ф |                    | Gidget a Roma                      |               |
| 1964 | ф |                    | Il vendicatore mascherato          |               |
| 1964 | ф |                    | I maniaci                          |               |
| 1964 | ф |                    | L'ultimo gladiatore                |               |
| 1964 | ф |                    | Le sette vipere (Il marito latino) |               |
| 1964 | ф |                    | Crimine a due                      |               |
| 1964 | ф |                    | Gli invincibili tre                |               |
| 1964 | ф |                    | I tre centurioni                   |               |
| 1965 | ф |                    | I criminali della galassia         |               |
| 1965 | ф |                    | Le notti della violenza            |               |
| 1966 | ф |                    | Svegliati e uccidi                 |               |
| 1966 | ф |                    | L'uomo che ride                    |               |
| 1966 | ф |                    | I diafanoidi vengono da Marte      |               |
| 1967 | ф |                    | I sette fratelli Cervi             |               |
| 1968 | ф |                    | La pecora nera                     |               |
| 1968 | ф | Дякую, тітонько    | Grazie zia                         | тітка Леа     |
| 1969 | ф |                    | L'amica                            |               |
| 1970 | ф |                    | L'invasione                        |               |
| 1971 | ф | Маддалена          | Maddalena                          | Маддалена     |
| 1973 | ф |                    | La seduzione                       |               |
| 1974 | ф |                    | Amore amaro                        |               |
| 1974 | ф |                    | Mussolini ultimo atto              |               |
| 1975 | ф |                    | Labbra di lurido blu               |               |
| 1976 | ф | Скандал            | Scandalo                           |               |
| 1978 | ф | Аморальність       |                                    |               |
| 2005 | ф | Біль чужих сердець |                                    |               |
| 2007 | ф |                    | Tutte le donne della mia vita      |               |
| 2009 | ф |                    | Cocapop                            |               |